# Tri-Nations de rugby à XIII 2005
Navigation
Tri-Nations de rugby à XIII 2004 Tri-Nations de rugby à XIII 2006
L'édition 2005 du Tri-Nations de rugby à XIII s'est déroulée en Angleterre, à l'exception des deux premiers matchs entre la Nouvelle-Zélande et l'Australie. 
En finale, les néo-zélandais battent les australiens sur le score de 24 à 0 et mettent fin à 27 ans d'invincibilité des Kangourous dans une série de tests (la dernière équipe à avoir battu les Australiens, lors d'une série de tests-matchs, est l'équipe de France, en 1978).

## Résultats
- 15 octobre :  Nouvelle-Zélande 38-28  Australie (Sydney, 28 255 spectateurs)
- 21 octobre :  Australie 28-26  Nouvelle-Zélande (Auckland, 18 000 spectateurs)
- 29 octobre :  Nouvelle-Zélande 42-26  Grande-Bretagne (Londres, 15 568 spectateurs)
- 5 novembre :  Australie 20-6  Grande-Bretagne (Wigan, 25 004 spectateurs)
- 12 novembre :  Grande-Bretagne 38-12  Nouvelle-Zélande (Huddersfield, 19 200 spectateurs)
- 19 novembre :  Australie 26-14  Grande-Bretagne (Hull, 25 150 spectateurs)

## Classement
| Clas. | Équipes          | MJ | V | N | D | PP  | PC  | DP  | Pts |
| 1er   | Australie        | 4  | 3 | 0 | 1 | 102 | 84  | +18 | 6   |
| 2e    | Nouvelle-Zélande | 4  | 2 | 0 | 2 | 118 | 120 | -2  | 4   |
| 3e    | Grande-Bretagne  | 4  | 1 | 0 | 3 | 84  | 100 | -16 | 2   |

### Finale
(mt :  - )
Homme du match :  Ruben Wiki
Points marqués :
- Nouvelle-Zélande : 4 essais de Whatuira, Vatuvei (2) et Webb ; 4 buts de Jones (4).
- Australie :

Évolution du score : 
Arbitre :  Steve Ganson
Spectateurs : 26 534
Composition des équipes :
- Nouvelle-Zélande : Brent Webb - Jake Webster, Paul Whatuira, Clinton Toopi, Manu Vatuvei - Nigel Vagana, Stacey Jones - Paul Rauhihi, Motu Tony, Ruben Wiki (c), David Kidwell, Louis Anderson, Shontayne Hape - David Faiumu, Roy Asotasi, David Solomona, Ali Lauiti'iti - Entraîneur : Brian McClennan
- Australie : Anthony Minichiello - Matt King, Mark Gasnier, Matt Cooper, Brent Tate - Trent Barrett, Craig Gower - Petero Civoniceva, Danny Buderus (c), Jason Ryles, Luke O'Donnell, Craig Fitzgibbon, Ben Kennedy - Craig Wing, Willie Mason, Mark O'Meley, Steve Price - Entraîneur : Wayne Bennett